# Laurence O'Keefe (compositor)
Laurence O'Keefe   (1969) Laurence Crawford "Larry" O'Keefe és un compositor i lletrista estatunidenc per a musicals, cinema i televisió. Va guanyar el premi Lucille Lortel 2001 al Musical destacat com a compositor per Bat Boy: The Musical.

## Biografia
Laurence O'Keefe va néixer el 1969. És el segon dels tres fills de l'escriptor i editor Daniel O'Keefe i la seva dona Deborah. Els tres fills també es van convertir en escriptors. Laurence O'Keefe és llicenciat al Harvard College (1991), on va estudiar antropologia, va escriure humor per a la Harvard Lampoon i va cantar amb els Harvard Krokodiloes. Va començar el seu teatre musical a través de Hasty Pudding Theatricals de Harvard, actuant en els burlesques d'arrossegament del Pudding. També va compondre Suede Expectations, llibre de Mo Rocca, i va escriure un llibret per a una altra producció, Romancing the Throne.
Més tard, O'Keefe va estudiar composició i puntuació de pel·lícules al Berklee College of Music i a la Universitat del Sud de Califòrnia, rebent un màster en composició per a cinema i televisió.

### Bat Boy: El musical
O'Keefe ha compost música i lletres per a una gran varietat d'obres. Va escriure la partitura de Bat Boy: The Musical, que es va estrenar al Off-Broadway del 3 de març al 2 de desembre de 2001. Bat Boy va rebre vuit nominacions als premis Drama Desk, incloses per a la música destacada i les lletres destacades, i va guanyar dos premis Richard Rodgers dels nord-americans. Academy of Arts and Letters, i va guanyar el premi Lucille Lortel i el premi Outer Critics 'Circle al millor musical fora de Broadway. Des de llavors ha estat produït per més de 500 empreses regionals i aficionades de tot els EUA. Bat Boy: The Musical es va obrir al Shaftesbury Theatre del West End de Londres el 8 de setembre del 2004 i es va estendre fins al 15 de gener del 2005.
Bat Boy: The Musical també s'ha produït a Seül, Corea del Sud, a Tòquio i Osaka al Japó i al Festival Fringe d’Edimburg. El 2001, O'Keefe va rebre el premi Jonathan Larson Performing Arts Foundation. El 2004 O'Keefe va guanyar el Premi Ed Kleban a les lletres destacades, un premi de 100.000 dòlars, en part pel seu treball a Bat Boy. Hi ha dos premis Kleban cada any, un es concedeix a un lletrista i l’altre a un escriptor de llibres.

## Principals produccions teatrals
- 1996 – Euphoria, The Actors' Gang Theater, Los Angeles[8]
- 1997 – Bat Boy: The Musical, The Actors' Gang Theater, Los Angeles
- 2000, 2001 – The Mice, Prince Music Theater, Philadelphia and Ahmanson Theatre, Los Angeles[9][10][11]
- 2001 – Bat Boy: The Musical, Union Square Theatre, Nova York
- 2002 – Sarah, Plain and Tall, based on the Patricia MacLachlan children's book[12][13]
- 2004 – Cam Jansen and the Curse of the Emerald Elephant, after the Cam Jansen mystery series, Lamb's Theatre, Nova York
- 2004 – Bat Boy: The Musical, West Yorkshire Playhouse, Leeds; and Shaftesbury Theatre, Londres
- 2007 – Legally Blonde: The Musical,[14] Golden Gate Theatre, San Francisco; i Palace Theatre, Nova York
- 2008 and 2011 – Legally Blonde: The Musical, 1st US National Tour; 2nd US National Tour
- 2010 – Legally Blonde: The Musical, Savoy Theatre, Londres
- 2010 – Heathers, Joe's Pub, Nova York
- 2012, 2017 – Life of the Party, LaGuardia High School of Art, Music and Performing Arts, NYU Steinhardt School, New York;
- 2012 and 2016– Legally Blonde: The Musical, 1st UK/Ireland National Tour; 2nd UK/Ireland National Tour
- 2013 – Legally Blonde: The Musical, Ronacher Theatre, Vienna[15]
- 2013 – Heathers: The Musical, Hudson Theatre, Los Angeles
- 2014 – Heathers: The Musical, New World Stages, Nova York
- 2018 – Heathers: The Musical, The Other Palace, Londres; i Theatre Royal Haymarket, Londres